# Wir lassen uns scheiden
Wir lassen uns scheiden ist ein heiterer Alltagsfilm der DEFA von Ingrid Reschke aus dem Jahr 1968 nach einer Erzählung von Rudi Strahl. Er war der erste lange Spielfilm einer DDR-Regisseurin.

## Handlung
Ausführliche Beschreibung
Monika und Johannes Koch leben mit ihrem zehnjährigen Sohn Manfred, auch Manni genannt, in der Berliner Friedrichsgracht, mitten im Zentrum der Stadt. Bei der Erziehung ihres Sohnes haben beide sehr unterschiedliche Ansichten und auch im täglichen Umgang miteinander kommt es immer häufiger zu Auseinandersetzungen. Als dieser Streit eines Abends wieder einmal ausartet, verlässt Johannes die Wohnung und zieht erst einmal zu seinem Vater, der alleinstehend ist und in der Berliner Innenstadt auf dem Bau arbeitet. Monika, die als Maschinensetzerin in einer Druckerei beschäftigt ist, und ihr Mann, der als Pianist im Orchester eines Berliner Theaters musiziert, beschließen die Trennung und vereinbaren, dass jeder von beiden den Jungen jeweils für vier Wochen haben soll. Auf diese Art und Weise wollen sie auch herausbekommen, wer der bessere Erzieher ist.
Da Johannes nun bei seinem Vater wohnt, der kein Klavier hat und auch keins in der Wohnung haben will, möchte er bei einer älteren netten Klavierlehrerin in der Nähe üben gehen. Die ältere Dame entpuppt sich als junge hübsche Tochter Maria, die die Vertretung für ihre Mutter übernommen hat. Johannes ist so verwirrt, dass er sein Ansinnen verheimlicht und sich als Klavierschüler vorstellt. So entwickelt sich im Laufe der Zeit eine kleine Liebelei. Aber auch Monika lernt bald einen netten jungen Mann kennen. Während eines Ausflugs Mannis mit seiner Mutter nimmt dieser die beiden in seinem Cabrio-Wagen mit. Auch den Neubau des Berliner Fernsehturms dürfen sie besuchen, auf dem der Cabrio-Fahrer Herr Körner beschäftigt ist. Weitere Ausflüge folgen und auch Monika und Körner kommen sich näher.
Manni versucht natürlich aus dieser Situation den größten Nutzen zu ziehen und sticht Mutter und Vater gegeneinander aus. Vor allen Dingen ist er beim Taschengeld sehr erfinderisch. Als er davon genug gespart hat, baut er sich aus Ersatzteilen ein Fahrrad zusammen, was seinem Vater, als er ihn damit erwischt, überhaupt nicht gefällt. Auch sonst haut Manni immer öfter über die Stränge. So fälscht er eine Freistellungsbescheinigung, damit sein Freund Mücke nicht mehr in den Hort muss. Einmal wird er, gemeinsam mit Mücke, sogar von seinem Opa im Keller beim Rauchen erwischt. Auch seine Lehrerin beschwert sich über die nachlassenden Leistungen bei den Eltern.
Monika und Johannes müssen erkennen, dass ihr Experiment fehlgeschlagen ist, und kommen zu der Erkenntnis, dass nur gemeinsames, vernünftiges Handeln zu einem glücklichen Familienleben führen kann. Zum Abschluss klingelt Körner bei Marie und fragt, ob sie ihm Klavierunterricht erteilen kann.
Kurzfassung
Der Aufbruch der Autorinnen beschrieb den Inhalt des Filmes so
"Dieser (...)  Spielfilm (...)   mit dem kleinen Manni im Zentrum der Erzählung ist kein Kinderfilm, sondern eine Komödie, die sich erzieherisch an ein Elternpublikum wendet. Die junge Regisseurin nimmt zwar deutlich Partei für ihre Protagonistin, die sich von einem Mann mit dem Zugang zur Welt eines Buchhalters scheiden lassen will: Sie schickt ihr einen attraktiven Liebhaber („Ich baue den Fernsehturm!“), der sich auch noch mit dem Jungen versteht. Und auch der Gatte scheint nach dem Auszug schnell einer schönen Klavierlehrerin zugetan. Aber am Ende kommt der Bub auf Abwege und die Ehe wird – eingefädelt vom Opa – zugunsten einer soliden Erziehung in der Kleinfamilie wieder gekittet.

## Produktion
Wir lassen uns scheiden wurde von der Künstlerischen Arbeitsgruppe „Johannisthal“ als Schwarzweißfilm unter dem Arbeitstitel Ein Rüpel sondergleichen in Totalvision gedreht. 
Die Dreharbeiten fanden auch an mehreren Baustellen im Berliner Zentrum statt, unter anderem auf dem noch unvollendeten Fernsehturm, auf dem Alexanderplatz, am Märchenbrunnen im Volkspark Friedrichshain, an der Friedrichsgracht, an der Straße Unter den Linden, an der Jannowitzbrücke, sowie am Schloss Rheinsberg. Der Film ist somit auch ein filmhistorisches Dokument des damaligen Neuaufbaus in Berlin.
Das ursprüngliche Drehbuch musste auf Wunsch des Volksbildungsministeriums an mehreren Stellen geändert werden. So lassen sich die beiden Eheleute nicht scheiden, wie es eigentlich vorgesehen war, sondern entscheiden letztendlich konstruktiv gemeinsam über die Erziehung ihres Sohnes, Auch mussten dessen diversen Streiche jedes Mal geahndet werden, wodurch der Film eine pädagogisch-erzieherische Note bekommt, die eigentlich nicht vorgesehen war.
Die ursprüngliche Rollenbesetzung musste nach kurzer Zeit geändert werden. 
Das Ehepaar spielten zunächst Armin Mueller-Stahl und Monika Gabriel, die beide auch miteinander verheiratet waren.
Nach elf Tagen musste Armin Mueller-Stahl aber wegen einer langwierigen Knieverletzung seine Beteiligung an den Dreharbeiten abbrechen. Dessen Rolle übernahm Dieter Wien, und Reiner Schöne erhielt stattdessen die Rolle des Freundes der Frau Körner.

## Aufführungen
Der Film hatte eine Voraufführung am 28. März 1968 anlässlich der Wiedereröffnung des Theaters des Friedens in Burg (bei Magdeburg). Danach gab es eine Doppelpremiere am 4. April 1968 in Berlin im Kino International um 20.00 Uhr sowie im Kino Colosseum um 20.30 Uhr.
Danach wurde er nur noch selten oder gar nicht mehr in Kinos gezeigt. Der Autor der Vorlage Rudi Strahl behauptete später, der Film sei aus dem Verleih genommen worden, nachdem der Darsteller Reiner Schöne kurz nach den ersten Aufführungen des Films nach einem Konzert in West-Berlin geblieben sei.
Die erste Neuaufführung  ist vom 4. März 2016 im Zeughauskino in Berlin bekannt, anlässlich einer Retrospektive zum 80. Geburtstag der Regisseurin. Danach wurde er  in der Reihe Aufbruch der Autorinnen im gleichen Ort (2016), sowie in den Berliner Kinos Babylon, Filmkunst 66 (2024) und Brotfabrik gezeigt.

## Bedeutung
Wir lassen uns scheiden war der erste lange Spielfilm einer Regisseurin in der DDR. (Ingrid Reschke, damals Ingrid Meyer) hatte vorher bereits zwei Kurzspielfilme an der Hochschule gedreht.
Nur  Ursula Pohle (Wenn einer eine Reise tut, 1956/1960) und Bärbl Bergmann (Ein ungewöhnlicher Tag, 1959) hatten bis dahin Kurzspielfilme im Kino zeigen können. Die anderen wenigen Filmregisseurinnen in der DDR konnten in dieser Zeit "nur" Dokumentar- oder Animationsfilme drehen.
Wir lassen uns scheiden war auch einer der beiden ersten DEFA-Spielfilme, der  eine Zweierbeziehung zwischen einer Frau und einem Mann mit ihren Problemen  zum Hauptinhalt hatte (neben Leben zu zweit von Herrmann Zschoche, 1968).

## Rezeption
Der Film Wir lassen uns scheiden löste bei seinen ersten Aufführungen 1968 kein übermäßig großes Zuschauerinteresse aus. Und auch die ersten  Filmkritiken waren  nicht besonders begeistert.  
Günter Sobe schrieb nach der Premiere in der Berliner Zeitung zurückhaltend, dass der Streifen sich heiter gebe, und es gelegentlich auch sei. Doch er sei  auch oberflächlich und an dieser Oberfläche allzu glatt.
Und  E. M. meinte im Neuen Deutschland, dass sich die Drehbuchautoren nicht auf die Ausschöpfung des Themas Kindererziehung konzentriert hätten. Stattdessen weiteten sie die Sache zu einer der herkömmlichen Ehegeschichten aus. Dadurch würde der Eindruck des Oberflächlichen noch verstärkt. Trotz dieser, vor allem im Drehbuch liegenden, Mängel des Films seien die schauspielerischen Leistungen ansprechend gewesen.
Rosemarie Rehahn hob in der Wochenpost nach den Premieren dagegen hervor, dass es endlich mal ein Spielfilm einer Regisseurin sei. Sie berichtete auch die Anekdote, dass es der Regisseurin gelungen sei, dem Star des Films seine langen  Koteletten abzudiskutieren und dass er ohne diese fabelhaft aussehe. Nur, dass er sich mit Na, Kleene, biste nun zufrieden? bei ihr zurückmeldete, konnte sich die Rezensentin bei einer analogen Situation mit einem männlichen Regisseur nicht vorstellen.
Das Lexikon des internationalen Films nannte den Film ein 
"Anspruchsvoll und einfühlsam inszeniertes Lustspiel."
Und der Aufbruch der Autorinnen hob  2016 einen besonderen Aspekt hervor.

„Großen Schauwert hat der Film in Totalvision jenseits dieser Erzählung. Die Großstadt Ostberlin wird in nächtlichen Autofahrten vor uns ausgebreitet: mit Lichtermeer, Neonschriftzügen und Aufsichten auf fahrende Züge. Und der Architektenberuf des zwischenzeitlichen Freundes von Monika führt uns zu den Großbaustellen der Stadt: zum Außenministerium, zum Haus des Lehrers und auf den Fernsehturm. Auf dem Weg dorthin, vor großem Baugerät setzt sich in ihrem weißen Mantel mit dunklen Knöpfen die neue Freundin von Johannes, um lästige Steinchen aus dem Stöckelschuh zu holen.“